# Palazzo Martinengo delle Palle
Palazzo Martinengo delle Palle è un edificio storico di Brescia, edificato a partire dal XVII secolo dalla nobile famiglia dei Martinengo delle Palle nell'odierna via San Martino della Battaglia e in pieno centro storico, in quella che una volta era, all'interno delle cerchia di mura cittadine, la cosiddetta quadra di Sant'Alessandro.
Cessata la sua funzione di dimora privata, ha ospitato in passato la Corte d'appello di Brescia e in maniera continuativa un'attività ristorativa privata.

## Storia

### La dimora dei Caprioli e l'acquisizione dei Martinengo
La dimora nobiliare dei Martinengo venne costruita, nel corso del XVII secolo, su terreni di proprietà della famiglia Caprioli, dove infatti sorgeva la loro dimora nobiliare sin dal Trecento. In seguito il palazzo in questione fu alienato dai medesimi Caprioli che, tra eccessi economici e vicende genealogiche sfavorevoli, cedettero in usufrutto sempre più terreno ai membri della famiglia Martinengo: infatti Carlo Caprioli, nel suo testamento, lasciò sino «alli giochi delle palle e, deliberando li suoi eredi (gli Ospedali) di vendere detta casa sia preferito detto Giovanni [Martinengo], fratello e nipoti a uguale prezzo». I nipoti del suddetto Giovanni, ossia Giovanni Battista e Paolo, ricevettero in eredità i già citati possedimenti ed inoltre, entro il 1641, comprarono la stessa casa che era stata dei Caprioli: furono sempre Giovanni Battista e Paolo che, con una paziente politica di acquisti di case e terreni attorno al palazzo, edificarono la loro dimora attorno alla metà del secolo.

### La costruzione dell'attuale palazzo
Il costruttore vero e proprio del palazzo, tuttavia, è da individuarsi in Paolo Martinengo, che si trovò ad ereditare la casa posseduta dai Caprioli ed ampliò la sua dimora acquistando diversi «campi delle palle». Proprio in seguito alla creazione di questa dimora nobiliare vicino ai campi comunali delle palle, tra l'altro, venne a crearsi il ramo collaterale dei Martinengo delle Palle, così denominato per differenziarlo dagli altri rami collaterali della famiglia.
Sempre lo stesso Paolo, nel 1687, definisce ormai la sua dimora come un vero e proprio palazzo, «casamento murato, coppato e sorelato con 14 locali a pian terreno e molti di sopra con loggia attorno in contrada Cantarane ecc».
A questo punto, dato che il medesimo Paolo non ebbe alcun figlio, i suoi beni confluirono nel patrimonio personale dei due nipoti, Federico e Venceslao. Questi ultimi due, in particolare, si prodigarono per acquistare le proprietà limitrofe alla fabbrica del palazzo: così facendo, dunque, nel 1701 poterono comprare dall'Ospedale Maggiore i tre giochi delle palle adiacenti verso sud fornendo così ulteriore spazio per le dimore dei domestici e creando un vasto giardino e servizi vari.

### L'edificio in epoca contemporanea
Le vicende del palazzo hanno seguito inevitabilmente quelle della stessa famiglia dei Martinengo delle Palle. Infatti, la dimora nobiliare fu abitata dai discendenti di Venceslao fino alla fine dell'Ottocento, quando, a seguito della morte di Gerardo nel 1890, la medesima famiglia si estinse. L'ultimo vivente della stirpe, comunque, fu il conte Marco, il quale abitò nell'ala meridionale al pian terreno sino alla sua morte, avvenuta nel 1920. Le restanti ali del palazzo, a quell'epoca, erano già state affittate al comune per insediarvi la Corte d'appello di Brescia. Alla morte del già citato conte, infine, l'edificio passò in eredità alla famiglia di sua sorella, i conti Caraggiani di Venezia. Nel 1940 questi ultimi vendettero la struttura, che fu acquistata dall'ingegnere Mario Spada.
A partire dal 1967, invece, l'ala sinistra della dimora ospita in maniera continuativa un'attività ristorativa, mentre, a seguito del trasferimento della corte d'appello nel nuovo palazzo di Giustizia, le restanti parti sono occupate dall’Ordine degli Avvocati, dall’Ordine degli Architetti Pianificatori Paesaggisti e Conservatori della Provincia di Brescia, dalla Direzione investigativa antimafia e da altri uffici.

## Descrizione

### Esterno
Il corpo esterno del palazzo è costituito da una lunga facciata orizzontale con muri a rustico, privi di intonaco: essa presenta un solo piano e, tra l'altro, nessuna decorazione artistica o architettonica degna di menzione. Le finestre di questa sezione, in ogni caso, si contraddistinguono per le cornici in pietra rada e la loro grandezza, mentre il portale d'ingresso, realizzato successivamente, non presenta caratteristiche artistiche particolari.

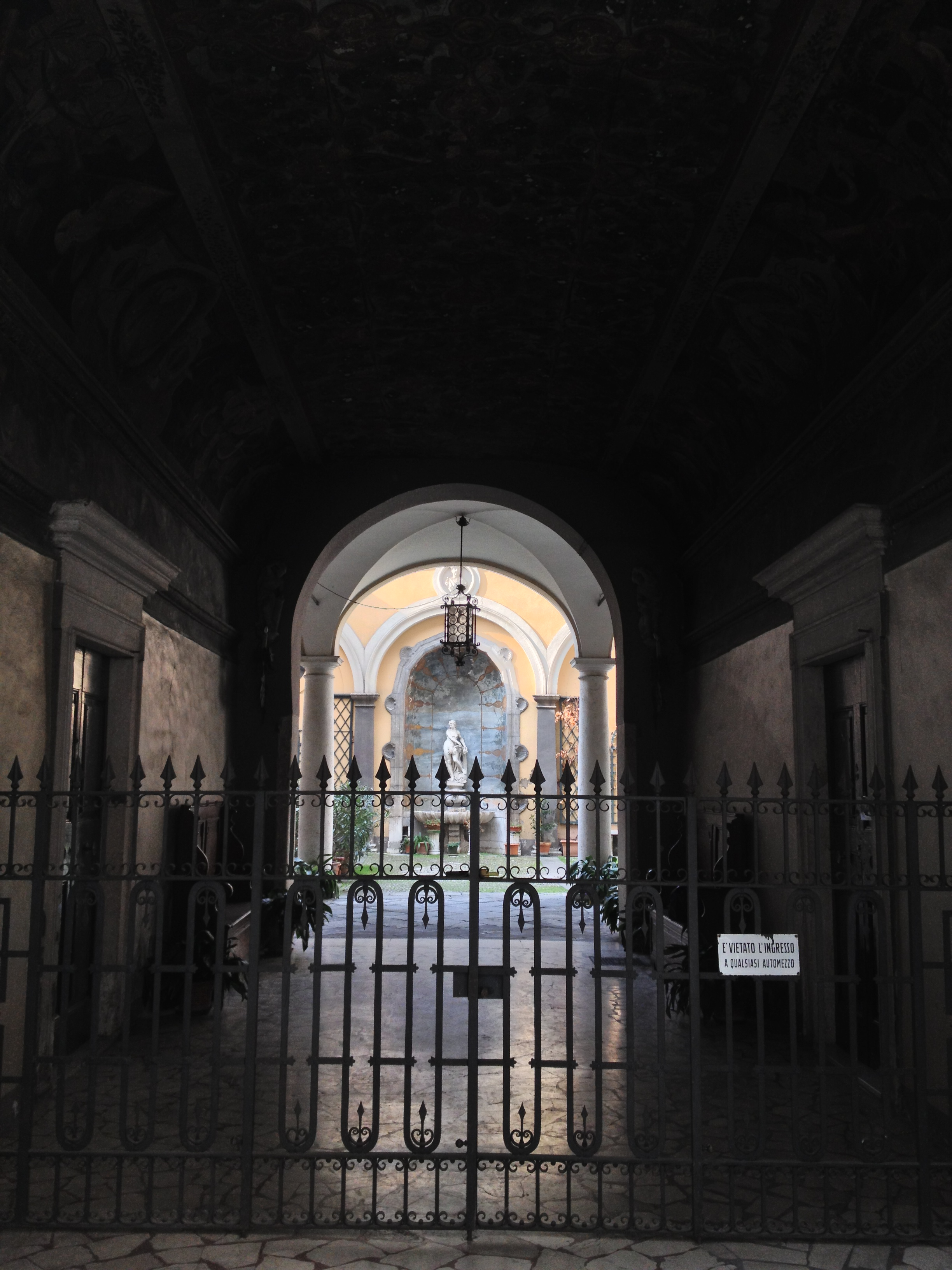
una veduta dell'atrio d'ingresso con la statua che decora il cortile
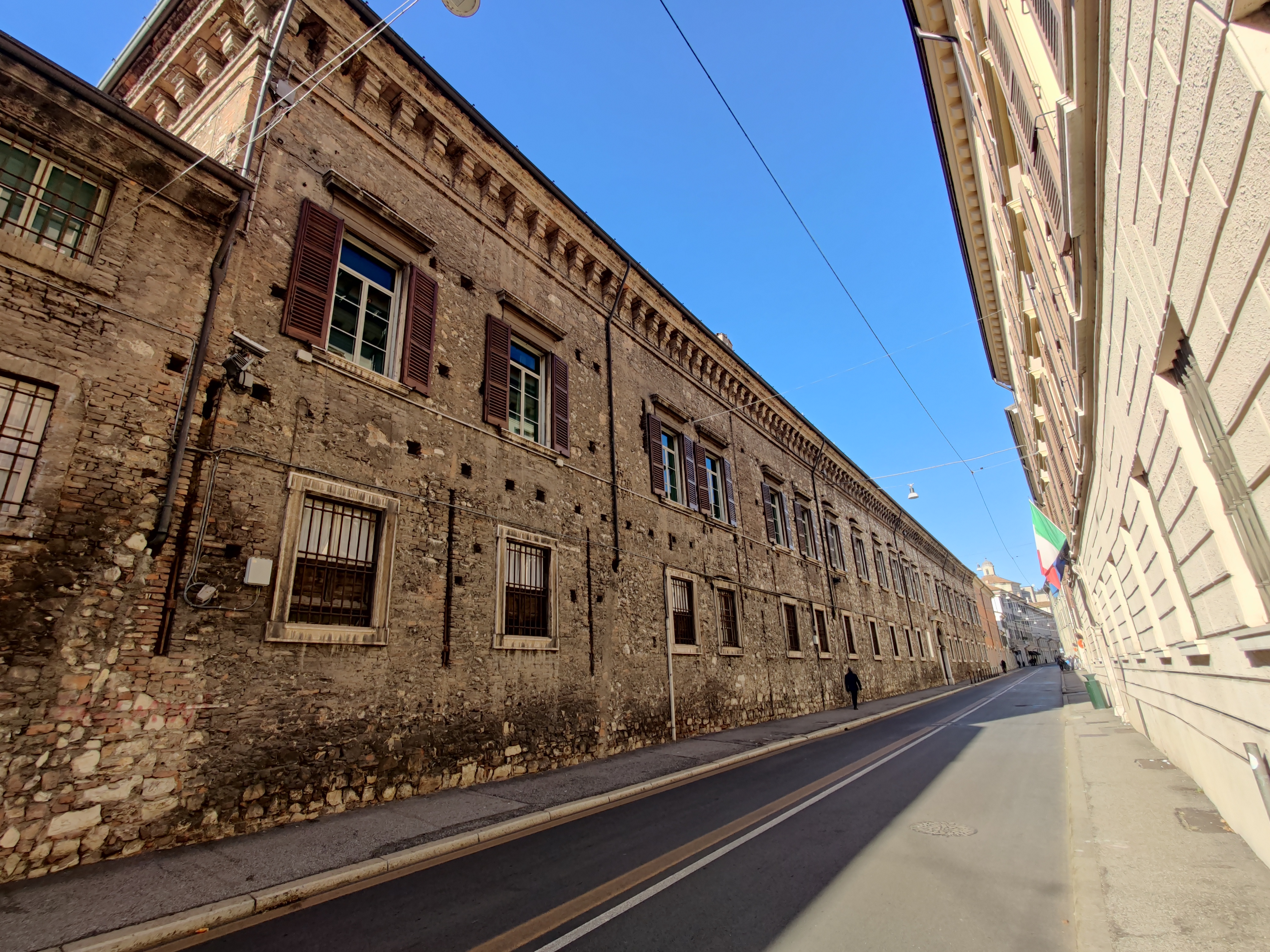
Prospetto del palazzo

Il cortile del palazzo, una volta entrati, denota una scansione basata su tre lati porticati, costituito da nove campate di colonne tuscaniche nella sezione centrale mentre, per le sezioni laterali, da sei per lato. Questo ambiente è impreziosito da una fontana che, situata di fronte al portale d'ingresso, arricchisce il prospetto dell'entrata. Tale schema architettonico, del resto, denota una certa sfarzosità e consente di sviluppare questo ambiente conferendogli, come notato da Fausto Lechi, «un ampio respiro». Da questo ambiente si accede a sua volta ad un androne, situato a sud, che sbocca su un secondo cortile: più modesto e privo di porticato, esso fungeva da scuderia.

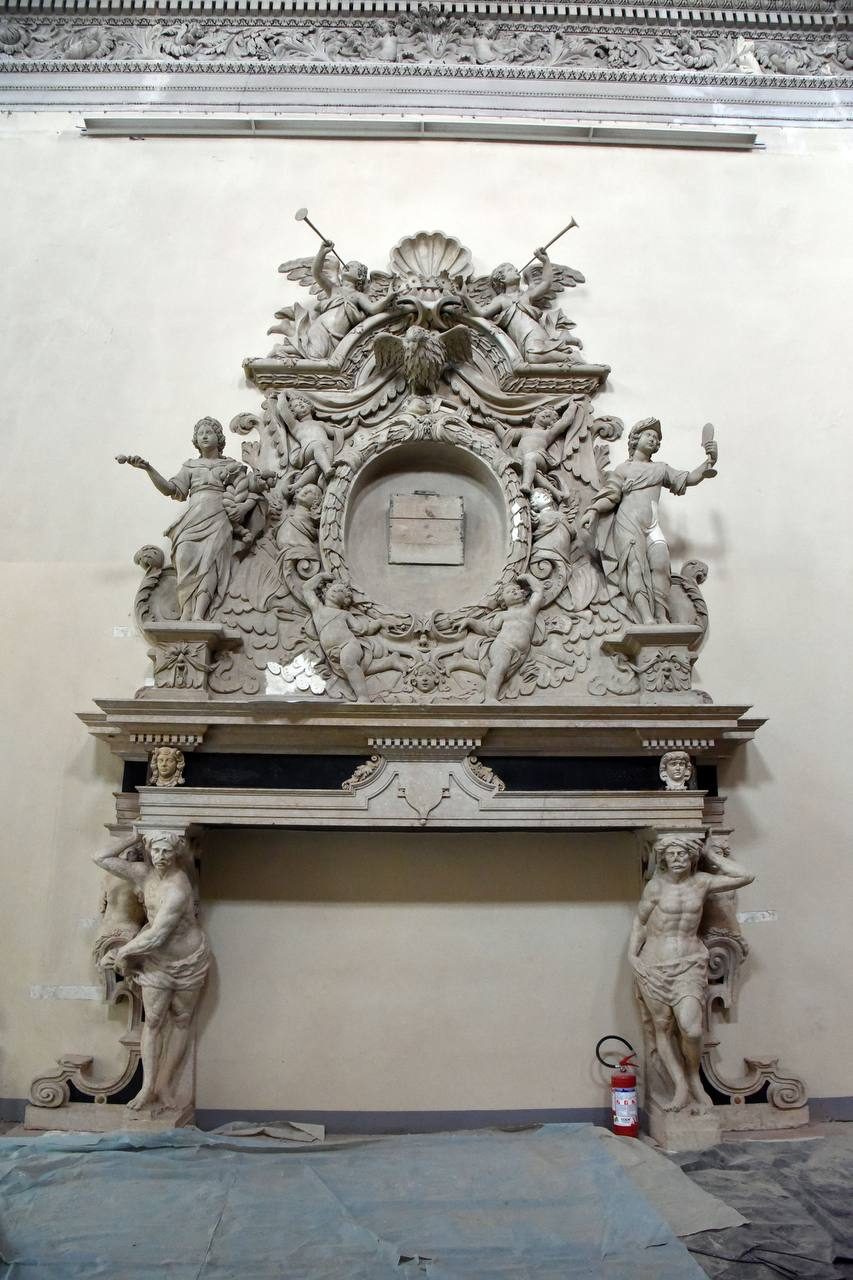
Il camino monumentale di palazzo Martinengo delle Palle, sempre facente parte dell'ambiente del salone d'onore

### Interno
Accedendo dall'androne settentrionale, invece, ha inizio lo scalone d'onore del palazzo, formato da due rampe e piuttosto ampio, decorato con motivi prospettici che sembrano fingerne lo sfondamento: percorrendolo si raggiunge, al piano superiore, il grande salone della dimora nobiliare.
L'ambiente è decorato da un grande camino  dotato di decorazioni barocche in stucco e telamoni marmorei del tardo Seicento, mentre l'adiacente galleria è decorata nelle volte da figure allegoriche e finte balaustre; gli affreschi di questa sezione, tra l'altro, recano al centro un riquadro con il nome dell'autore, Paolo Sorisene, così come la data di realizzazione, ossia il 1677. Nella parte centrale sono posti sette scomparti, a loro volta incorniciati da finti soffitti a cassettoni riccamente decorati: il primo, il quarto e il settimo ritraggono scene mitologiche che esaltano la famiglia Martinengo, con divinità che circondano putti sorreggenti lo stesso stemma del casato.
Proseguendo oltre, si incontrano nove stanze che, ad eccezione di tre di esse, presentano sulle loro volte decorazioni coeve a quelle della galleria: le prime quattro da nord sono decorate da tale pittore Faustinelli, come si può leggere in una targa piuttosto scolorita; le decorazioni di finte prospettive e colonnati, comunque, si ripetono lungo le medesime sale. Di maggiore interesse, invece, i soprapporte di questi ambienti, che recano interessanti decorazioni pienamente databili al Settecento. Accedendo dalla galleria all'ala meridionale del palazzo, infine, la prima e la terza sala presentano decorazioni di fine Settecento, mentre quella di mezzo sicuramente seicentesca.